# Dietrich Miklós
Dietrich Miklós (Nagykároly, 1788. december 6. (keresztelés napja) – ?) piarista rendi pap, költő.

## Élete
1804. szeptember 23.-án lépett a rendbe Kecskeméten. Az ujoncév eltöltése után három évig próbatanítást vitt Magyaróvárott, ahol 1808-ban a rendből kilépett.

## Munkái
- Excell. ac. ill. dno Josepho e comitibus Szapáry de eadem, superiori regio per districtum litterarium Posoniensem directori, dum per dnum comitem Jos. Eszterházy de Galantha… 1808. inauguraretur. Scholae piae Ovarienses. Posonii (költemény)